# Shin'ichirō Tomonaga
Shin'ichirō Tomonaga (朝永 振一郎 Tomonaga Shin'ichirō?) (31 de marzo de 1906 – 8 de julio de 1979). Fue un físico teórico japonés ganador del Premio Nobel de Física en conjunto con Richard Feynman y Julian Schwinger, por su trabajo en electrodinámica cuántica. Es común ver su nombre transliterado como Sin-Itiro Tomonaga.

## Biografía
Nació en Tokio en 1906, siendo el segundo hijo de Sanjūrō Tomonaga, filósofo japonés. Ingresó a la Universidad Imperial de Kioto en 1926. Fue compañero de estudios de Hideki Yukawa, quien también ganó el Premio Nobel. Trabajó como asistente en la universidad por tres años, y después de graduarse se unió al equipo de Nishina en Riken. En 1937, mientras trabajaba en Leipzig, colaboró con el grupo de investigación de Werner Heisenberg. Dos años después, regresó a Japón debido al inicio de la Segunda Guerra Mundial habiendo terminado el doctorado.
En Japón fue contratado como profesor de la Universidad de Tokio (luego Universidad Tsukuba).
En 1948, junto a sus estudiantes, reexaminaron un trabajo de Sidney Dancoff, sobre electrodinámica cuántica, y descubrieron el método de renormalización, obteniendo en forma independiente los mismos resultados que Julian Schwinger. Al año siguiente Tomonaga fue invitado por Robert Oppenheimer para trabajar en el Instituto de Estudios Avanzados en Princeton Township, Nueva Jersey.
En 1965 obtuvo el Premio Nobel de Física, en especial por sus trabajos respecto del método de renormalizacion.
Falleció en Tokio en 1979.